# Centro Hadley

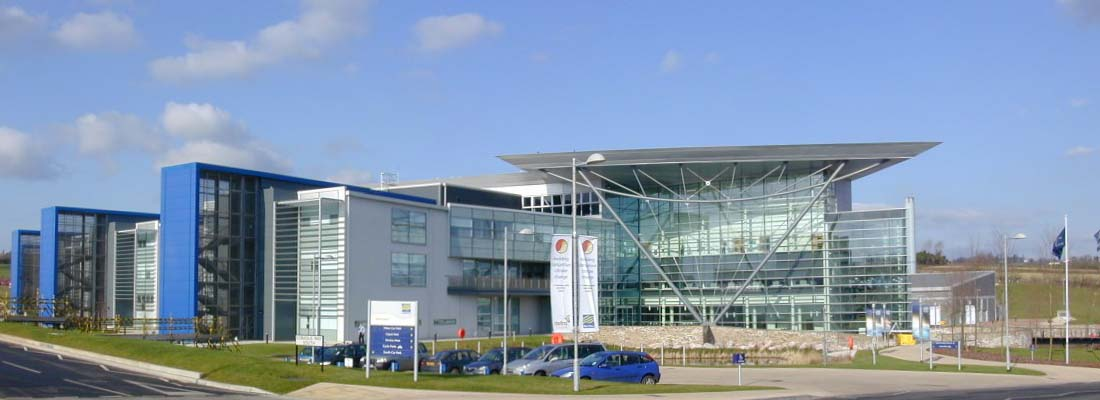
Centro Hadley para la predicción e investigación del clima en Exeter, Reino Unido.

El Centro Hadley del Servicio Meteorológico o Centro Hadley (en inglés Met Office Hadley Centre ) es un centro de investigación para los aspectos científicos asociados con el cambio climático inaugurado en el Reino Unido en 1990.

## Historia
El Centro Hadley fue fundado en 1990, después de haber sido aprobado por la entonces primera ministra británica, Margaret Thatcher y fue nombrado inicialmente como Centro Hadley del Servicio Meteorológico para la Predicción e Investigación Climática, pero posteriormente fue rebautizado en varias ocasiones. En aquel entonces Thatcher dijo que el Reino Unido necesitaba un centro climático líder en el mundo para evaluar las "graves consecuencias" de las emisiones de gases de efecto invernadero: «Lo que predice afectará nuestra vida diaria. Los gobiernos y las organizaciones internacionales en todas partes del mundo van a tener que sentarse y tomar nota y responder».
En febrero de 2005 el Centro alojó a la conferencia internacional de científicos Evitar un cambio climático peligroso.

## Objetivos
El Centro posee varios ejes centrales de estudio:
- Entender los procesos físicos, químicos y biológicos dentro del sistema climático, desarrollando modelos climáticos que los represente
- Usar modelos climáticos para simular la variabilidad global y regional climática y los cambios sobre al menos 100 años, y predecir cambios en la próxima centuria
- Monitorear la variabilidad climática global y nacional y sus cambios
- Atribuir recientes  cambios en clima a factores específicos
- Entender, con el aparato predictor, la variabilidad climática natural interanual a decadial

La Met Office emplea más de 1500 empleados, con aproximadamente 200 trabajando en esia Unidad de estudios climáticos. Mucho de sus fondos vienen de contratos con el Department for Environment, Food and Rural Affairs (DEFRA), y con otros departamentos gubernamentales del Reino Unido, y con la Comisión Europea.

## Modelos climáticos
Los modelos climáticos Hadley Centre Global Environmental Model 1 - HadGEM1 y Hadley Centre Coupled Model 3 - HadCM3 desarrollados por el Centro son usados en investigaciones sobre el cambio climático en varias partes del mundo.
El proyecto ClimatePrediction.net de la Universidad de Oxford que conduce investigación en el cambio climático global utiliza versiones adaptadas de los modelos climáticos desarrollados en el Centro Hadley. Toda persona puede participar en este estudio donando tiempo de sus recursos de PC para ayudar a estas investigaciones.
El Proyecto PRECIS (Providing REgional Climates for Impacts Studies) reúne a científicos de todo el globo para ajustar modelos regionales climáticos en estudios del cambio climático.